# Zwergboas
Die Zwergboas (Ungaliophiinae) sind eine artenarme, nur drei Arten umfassende Unterfamilie von Schlangen in der Familie der Boas (Boidae), die von den südmexikanischen Bundesstaaten Oaxaca und Chiapas über Mittelamerika bis ins nördliche Kolumbien vorkommt.

## Merkmale
Zwergboas sind mittelgroße Schlangen und werden maximal 75 bis 85 cm lang. Diagnostisches Merkmale der Unterfamilie sind das Fehlen von Fangzähnen im vorderen Teil des Unterkiefers und die fast parallele Stellung der Zungenbeinhörner. Wie bei anderen Riesenschlangen sind bei den Zwergboas noch Reste des Beckengürtels vorhanden.

## Lebensweise
Zwergboas sind nachtaktiv und leben sehr versteckt in Trocken- und Regenwäldern, die Oaxaca-Zwergboa auf dem Erdboden, vor allem in felsigen Regionen, die zwei Arten der Gattung Ungaliophis mehr auf Bäumen und Sträuchern. Ihre Nahrung besteht vor allem aus Echsen und Fröschen. Wie die eigentlichen Boaschlangen sind die Zwergboas ovovivipar, bringen also lebende Junge zur Welt. Die Oaxaca-Zwergboa bekommt in den Monaten September bis Oktober 8 bis 13 Jungschlangen.

## Gattungen und Arten
- Exiliboa Bogert, 1968
  - Oaxaca-Zwergboa (Exiliboa placata Bogert, 1968)
- Ungaliophis Müller, 1880
  - Mittelamerikanische Zwergboa (Ungaliophis continentalis Müller, 1880)
  - Panama-Zwergboa (Ungaliophis panamensis Schmidt, 1933)